# Водафон
Водафон е британска многонационална телекомуникационна компания, един от най-големите мобилни оператори. Седалището ѝ е в Нюбъри, Бъркшър. Основана е през 1991 г., когато е отделена от Рекал Телеком (основана през 1984 г.) Названието ѝ е съкращение от VOice DAta FONE (phone). Това е втората най-голяма компания за телекомуникации по абонати и приходи след China Mobile. Към декември 2011 г. има 439 милиона абонати.
Към ноември 2020 г. Водафон притежава и управлява мрежи в 22 държави, с партньорски мрежи в още 48 държави. Неговото подразделение Vodafone Global Enterprise предоставя телекомуникационни и ИТ услуги на корпоративни клиенти в 150 страни.
Водафон притежава и експлоатира мрежи в над 30 страни и има партньорски мрежи в над 40. Също така притежава 45% от най-голямата мобилна компания в САЩ. Водафон има пазарна капитализация от около £89 100 000 000 – на трето място в света.